# Rosmarie Bär

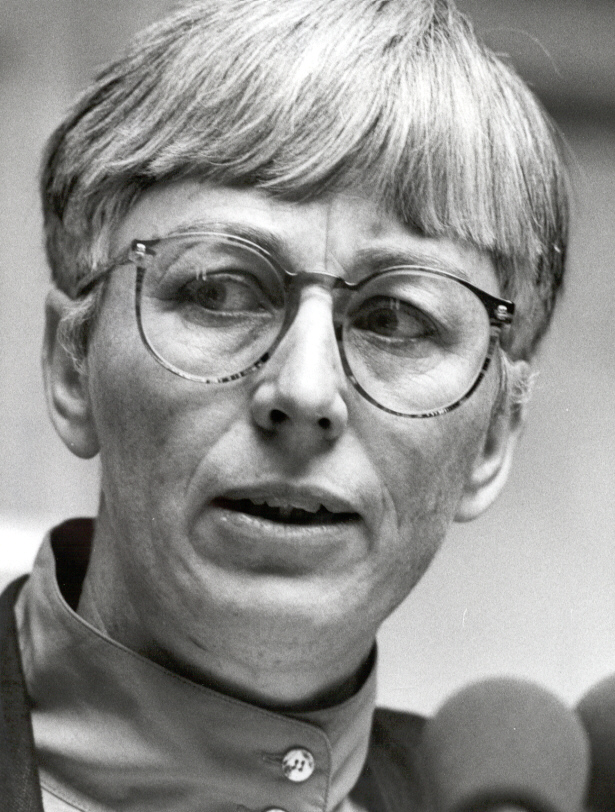
Rosmarie Bär (1990)

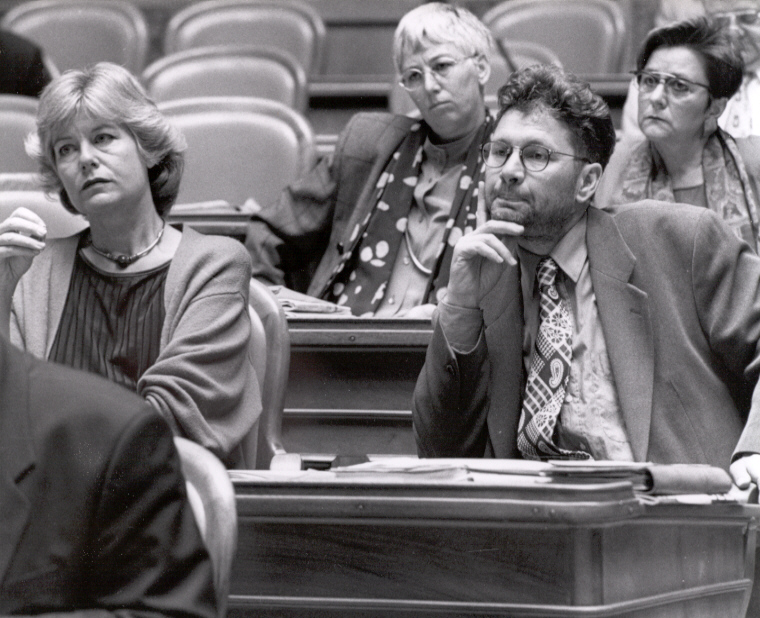
Rosmarie Bär 1995 im Nationalrat (2. von links)

Rosmarie Bär-Schwab (* 1. Dezember 1947; heimatberechtigt in Siselen und Richterswil) ist eine Schweizer Politikerin (Grüne).
Bär wurde per 30. November 1987 im Kanton Bern in den Nationalrat gewählt. Am 1. März 1993 reichte Bär eine parlamentarische Initiative zur angemessenen Vertretung beider Geschlechter im Bundesrat ein. Am 3. Dezember 1995 schied sie aus dem Amt aus.
1996 bis 2011 arbeitete Rosmarie Bär bei Alliance Sud, der entwicklungspolitischen Arbeitsgemeinschaft von  Schweizer Hilfswerken im Bereich internationale Umwelt- und Klimapolitik.